# Okalongo (Wahlkreis)
Der Wahlkreis Okalongo ist ein Wahlkreis im Norden der Region Omusati im zentralen Norden Namibias. Kreisverwaltungssitz ist Okalongo. Im Wahlkreis leben (Stand 2023) 32.700 Menschen auf einer Fläche von 529 Quadratkilometern.

## Wahlen
| Wahl | Name                  | Partei | Stimmenanteil |
| ---- | --------------------- | ------ | ------------- |
| 1992 |                       |        |               |
| 1998 | Jhonny Hakaye         | SWAPO  | o. W. 1       |
| 2004 | Jhonny Hakaye         | SWAPO  | 99,4 %        |
| 2010 | Elizabeth Mwanyangapo | SWAPO  | 99,1 %        |
| 2015 | Laurentius Iipinge    | SWAPO  | 98,9 %        |
| 2020 | Laurentius Iipinge    | SWAPO  | 78,9 %        |